# Vrelo (Ub)
Pour les articles homonymes, voir Vrelo.
Vrelo (en serbe cyrillique : Врело) est une localité de Serbie située dans la municipalité d’Ub, district de Kolubara. Au recensement de 2011, elle comptait 1 495 habitants.
Vrelo est officiellement classé parmi les villages de Serbie.

## Démographie

### Évolution historique de la population
| 1948  | 1953  | 1961  | 1971  | 1981  | 1991  | 2002  | 2011  |
| ----- | ----- | ----- | ----- | ----- | ----- | ----- | ----- |
| 2 384 | 2 465 | 2 279 | 2 083 | 1 926 | 1 748 | 1 684 | 1 495 |

|  |